# Kepler-286e

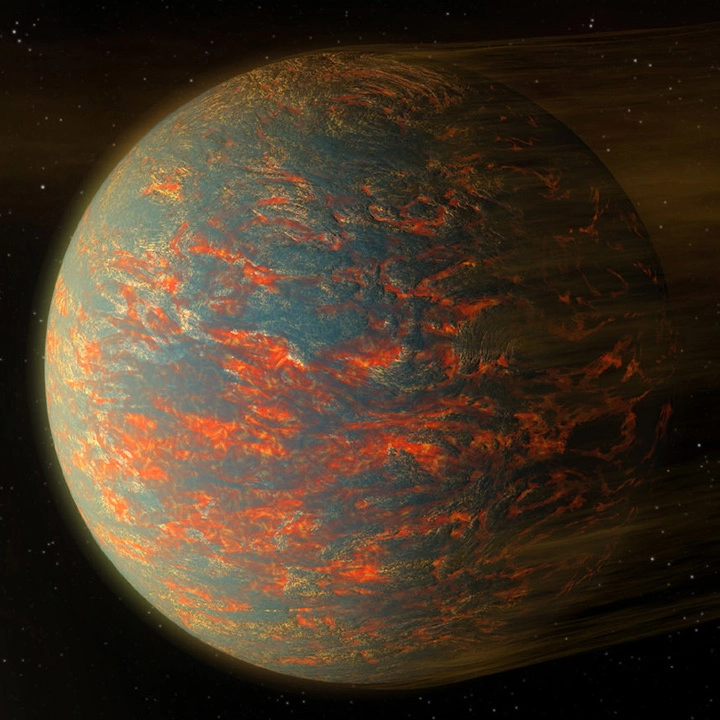
Responsible NASA Official for Science

Kepler-286e es un planeta extrasolar que forma parte de un sistema planetario formado por al menos cuatro planetas. Orbita la estrella denominada Kepler-286. Fue descubierto en el año 2014 por la sonda Kepler por medio de tránsito astronómico.

Kepler-286e fue descubierto por la sonda espacial Kepler y originalmente clasificado como candidato a planeta. Un nuevo análisis estadístico, dirigido por un equipo del Centro de Investigación Ames de la NASA, ha validado la existencia del planeta con una confianza superior al 99 %. Aunque aún se desconocen muchos parámetros de Kepler-286e, es muy improbable que el objeto sea un falso positivo.